# Polyalthiopsis
Polyalthiopsis is een geslacht uit de familie Annonaceae. De soorten uit het geslacht komen voor van Zuid-Tibet tot in China en Indochina.

## Soorten
- Polyalthiopsis chinensis (S.K.Wu & P.T.Li) B.Xue & Y.H.Tan
- Polyalthiopsis floribunda (Jovet-Ast) Chaowasku
- Polyalthiopsis verrucipes (C.Y.Wu ex P.T.Li) B.Xue & Y.H.Tan